# Polygalales
Polygalales is een botanische naam in de rang van orde: de naam is gevormd vanuit de familienaam Polygalaceae. Een orde onder deze naam wordt af en toe erkend door systemen voor plantentaxonomie.
Het Cronquist-systeem (1981) gebruikte deze naam voor een van de achttien ordes in de onderklasse Rosidae, met de volgende samenstelling:
- orde Polygalales
  - familie Krameriaceae
  - familie Malpighiaceae
  - familie Polygalaceae
  - familie Tremandraceae
  - familie Trigoniaceae
  - familie Vochysiaceae
  - familie Xanthophyllaceae

Het APG II-systeem (2003) kent niet een orde onder deze naam: naar de huidige maatstaven is het geen goed taxon.